# Imperialismo de la economía
En  la economía imperial y contemporánea se hace referencia al análisis económico de aspectos aparentemente no económicos de la vida, como el delito, el derecho, la familia, el prejuicio, gustos, comportamiento irracional, política, sociología, cultura,  religión, guerra, ciencia, e investigación. El uso del término proviene de décadas recientes.
La aparición de tal análisis ha sido atribuida a un método que, como el de las ciencias físicas, permite implicaciones refutables comprobables por técnicas estadísticas estándar.  Central a tal método se sitúan "los postulados combinados del comportamiento maximizador, preferencias estables y el equilibrio del mercado, aplicado resuelta e implacablemente." Se ha dicho que estos postulados y un enfoque en la eficiencia económica han sido ignorados en otras ciencias sociales y han "dejado que la economía invada territorio intelectual que previamente se consideraba fuera de su campo"